# Morris Oxford Series II
Morris Oxford — серія моделей автомобілів, вироблених британською компанією Morris Motors, від Oxford 1913 року випуску до Farina Oxfords V і VI. Виробництво автомобілів, названих В. Р. Моррісом на честь університетського містечка, в якому він виріс, перетворило Оксфорд на промислове місто.
З 1913 року до середини 1935 року автомобілі Oxford зростали в розмірах і кількості. У 1923 році вони з автомобілями Cowley становили 28,1 відсотка британського виробництва приватних автомобілів. У 1925 році Morris продав майже вдвічі більше, і вони становили 41 відсоток британського виробництва. Назва моделі була перероблена в 1948 році і проіснувала ще майже 23 роки до 1971 року, але в цей час ринковий сектор і об'єм двигуна залишалися майже незмінними між 1476 і 1622 куб.
Окрім моделей Oxford Sixes та Oxford Empire, усі Oxfordи з 1918 року були автомобілями з потужністю 12 або 14 кінських сил об'ємом від 1500 до 1800 куб.

## Oxford Series II
Повністю перероблений Oxford був оголошений у травні 1954 року, і після формування BMC, зокрема, отримав розроблений Остіном B-Series OHV straight-4. Цей сучасний двигун об'ємом 1,5 л (1489 см³/90 дюймів³) виробляв поважну потужність 50 к.с. (37 кВт) і дозволяв Oxford розвивати 74 милі/год (119 км/год). Гідравлічні барабанні гальма все ще використовувалися, але їх діаметр був збільшений до 9 дюймів (230 мм). Рульове управління все ще було надзвичайно легким і точним.
Стиль був абсолютно новим, хоча округлий кузов зберіг схожість з Morris Minor. Знову була запропонована пара чотирьохмісних конфігурацій, 4-дверний салон і 2-дверний Traveller. Колонка перемикання передач і переднє багатомісне сидіння дозволили рекламувати седан як повноцінний шестимісний. Важіль ручного гальма розташовувався між бортиком сидіння і дверима з боку водія. Незвично для британського автомобіля такого класу того часу, обігрівач був стандартним, але радіо залишалося додатковим. Коли в 1956 році з'явилася серія III, продажі залишалися високими.
Британський журнал Motor випробував седан серії II у 1954 році, зафіксувавши максимальну швидкість 74,2 милі на годину (119,4 км/год) і прискорення від 0 до 60 миль на годину (97 км/год) за 28,9 секунди та споживання палива 28,2 милі на імперський галон. (10,0 л/100 км; 23,5 милі на галон — США). Тестовий автомобіль коштував £744 разом з податками

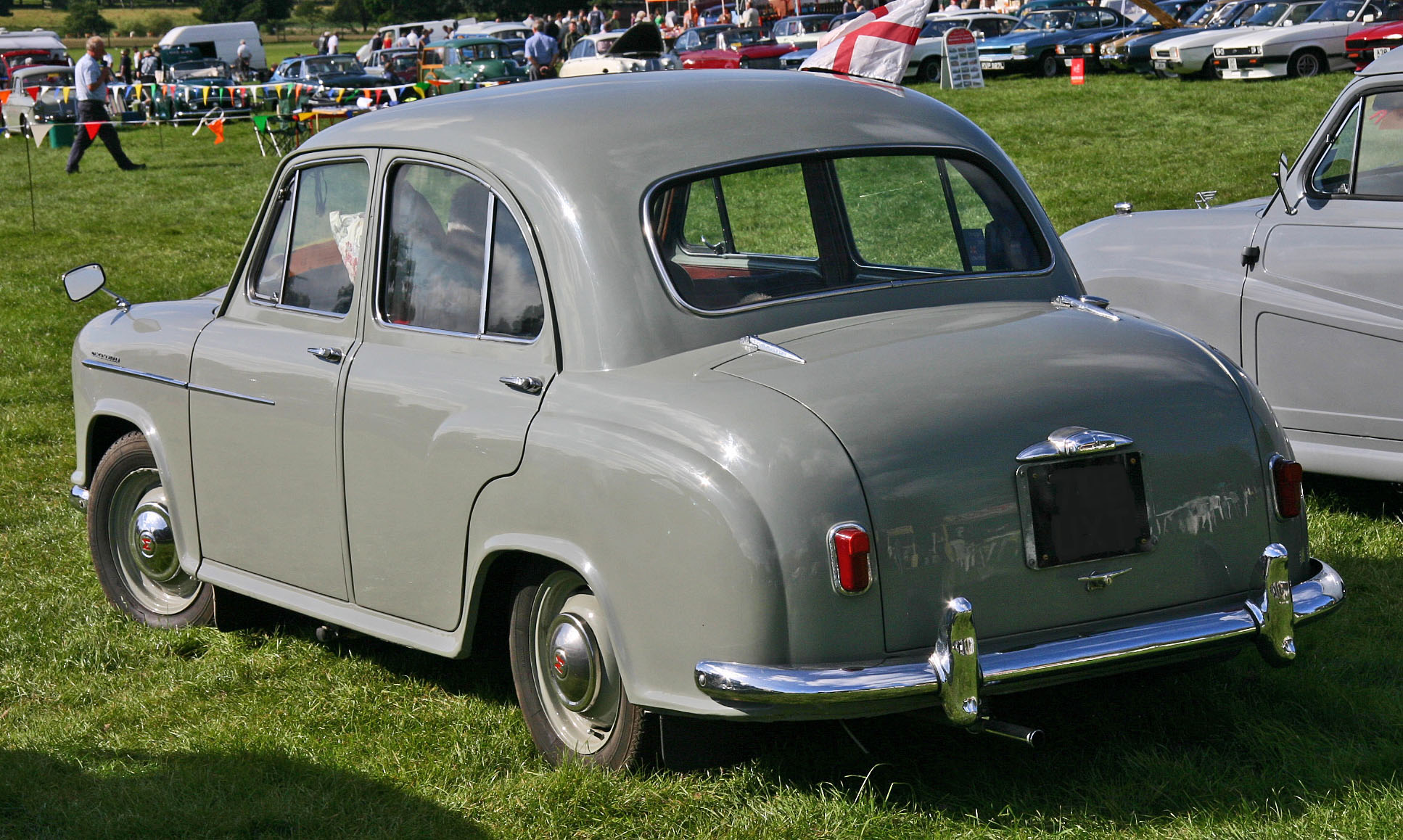
Oxford saloon 1954
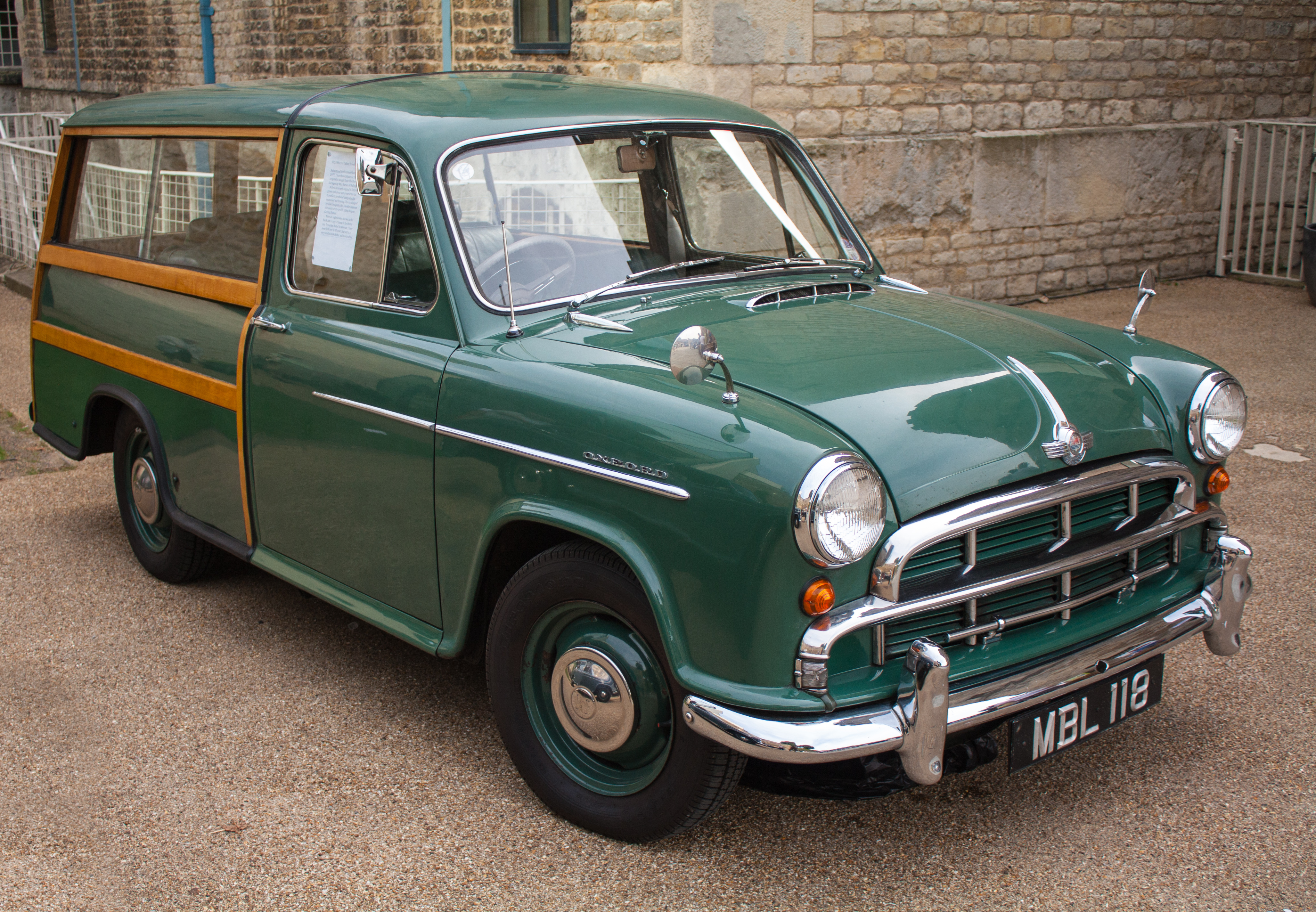
Oxford Traveller 1955